# Protochauliodes minimus
Protochauliodes minimus är en insektsart som först beskrevs av K. Davis 1903.  Protochauliodes minimus ingår i släktet Protochauliodes och familjen Corydalidae. Inga underarter finns listade i Catalogue of Life.